# Óbidos, Bồ Đào Nha
Óbidos là một huyện thuộc tỉnh Leiria, Bồ Đào Nha. Huyện này có diện tích 142 km², dân số thời điểm năm 2001 là 10875 người.